# Hoplolabis fluviatilis
Hoplolabis fluviatilis là một loài ruồi trong họ Limoniidae. Chúng phân bố ở miền Cổ bắc.